# 登塔者

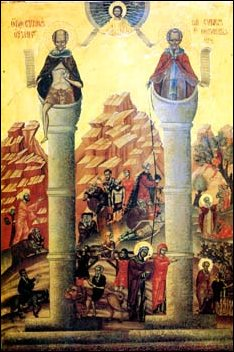
登塔者聖シメオンの聖伝を表すイコン。「特異な修道形態を始めた聖シメオンに対し、修道士達は使者を遣わし、異様なやり方を咎めさせた。それに対し聖シメオンが柱から直ぐに降りようとしたので、使者は予め修道士達から言われていた通り、聖シメオンの謙遜を称え、柱にとどまるように願った。」

登塔者（とうとうしゃ、ギリシア語: στυλίτης, ロシア語: столпник, ラテン語: stylita, 英語: stylites）とは、正教会で塔に登る苦行を行う修道士のこと。聖人に付される称号でもある。登塔者の中には登塔者聖シメオンをはじめ、非カルケドン派やカトリック教会でも崇敬される聖人がいる。
「登塔者」は正教会における訳語。正教会以外の場面（カトリック教会ほか）では柱頭行者との訳語がある。

## 概要
キリスト教における隠遁修道は4世紀頃から盛んになったが、5世紀に入り、塔とも呼べる柱に登りその上で生活し苦行を行うという特異な修道の形態が始まった。この苦行の実行者を登塔者と呼ぶ。天の神に近付く事を目指した結果生み出された修道の形態であったが、最初の登塔者と伝えられている登塔者聖シメオンのあと若干の後継者があったものの、時を経てこの修道形態はすたれた。
高徳の登塔者の下には多くの巡礼者達が集まり、病を癒してもらったり、教えを聞いたりしたと伝えられている。